# Adesso (альбом)
Adesso (рус. Настоящее) — четвёртый студийный альбом итальянской певицы Эммы Марроне, выпущенный 27 ноября 2015 года на лейбле Universal Music Italia.

## Об альбоме
Этот альбом состоит из тринадцати песен. Это для неё первый альбом в роли продюсера (вместе с Лукой Маттиони), а также, помимо неё были ещё композиторы Эрмал Мета, Джулиано Санджиорджи, группа Negramaro и Джованни Каккамо. Что касалась многочисленных версии, певица сказала:

Там не было ничего вынужденного, совместные работы с этими авторами родились очень естественными, спонтанными. Начиная с самой важной предпосылкой: есть хорошая песня, которая она говорила что-то, и, прежде всего, что он мог иметь связи со мной, что я должна играть.
Оригинальный текст (итал.) Non c'è stato niente di forzato, le collaborazioni con questi autori sono nate in maniera molto naturale, spontanea. Partendo dal presupposto più importante: fare una canzone bella, che dicesse qualcosa e soprattutto che potesse avere delle connessioni con me che le dovevo interpretare.

Альбом опубликовал четыре сингла: первый сингл Occhi profondi был представлен впервые на третьем фестивале Летнем фестивале Coca-Cola, а в то время выпущен второй сингл, Arriverà l'amore 23 октября того же года для цифрового скачивания.

## Список композиций
| №   | Название                      | Автор(ы)                                             | Длительность |
| --- | ----------------------------- | ---------------------------------------------------- | ------------ |
| 1.  | «Adesso (ti voglio bene)»     | Emma Marrone                                         | 3:18         |
| 2.  | «Occhi profondi»              | Ermal Meta, Dario Faini                              | 3:09         |
| 3.  | «Quando le canzoni finiranno» | Diego Mancino, Dario Faini                           | 3:34         |
| 4.  | «Facciamola più semplice»     | Giuliano Sangiorgi                                   | 3:41         |
| 5.  | «Finalmente»                  | Giovanni Caccamo, Alessandra Flora                   | 3:14         |
| 6.  | «Arriverà l'amore»            | Ermal Meta, Matteo Buzzanca                          | 3:35         |
| 7.  | «In viaggio»                  | Carlo Verrienti, Niccolò Verrienti                   | 3:17         |
| 8.  | «Io di te non ho paura»       | Sergio Vallarino, Giulia Anania, Marta Venturini     | 3:34         |
| 9.  | «Per questo Paese»            | Emma Marrone, Giuseppe Anastasi, Cheope, Erika Mineo | 3:50         |
| 10. | «Argento adesso»              | Alessandra "Naskà" Merola                            | 3:09         |
| 11. | «Il paradiso non esiste»      | Emma Marrone, Diego Mancino, Dario Faini             | 3:35         |
| 12. | «Che sia tu»                  | Alessandra "Naskà" Merola                            | 4:33         |
| 13. | «Poco prima di dormire»       | Carlo Verrienti, Niccolò Verrienti                   | 4:07         |

## Чарты
| Чарт                            | Максимальная позиция |
| ------------------------------- | -------------------- |
| FIMI (Италия)                   | 2                    |
| Schweizer Hitparade (Швейцария) | 23                   |